# Mirambeau (Górna Garonna)
Mirambeau – miejscowość i gmina we Francji, w regionie Oksytania, w departamencie Górna Garonna.
Według danych na rok 1990 gminę zamieszkiwało 55 osób, a gęstość zaludnienia wynosiła 14 osób/km² (wśród 3020 gmin regionu Midi-Pireneje Mirambeau plasuje się na 1008. miejscu pod względem liczby ludności, natomiast pod względem powierzchni na miejscu 1577.).